# Belgrano-III-Station
Die Belgrano-III-Station (spanisch Base Belgrano III)  war eine permanente, ganzjährig besetzte argentinische Polarstation und antarktische Forschungsstation des argentinischen Militärs auf der sogenannten Berkner-Insel inmitten des Filchner-Ronne-Schelfeises. Die Station wurde benannt nach Manuel Belgrano, einem General und Politiker der Unabhängigkeitsbewegung Argentiniens und der überlieferte Erschaffer der Flagge Argentiniens.
Zum Zeitpunkt der Errichtung 1979/80 war sie die südlichste argentinische Station.
Sie wurde 1984 wegen Sicherheitsbedenken stillgelegt, da sie auf zunehmend instabilem Eis gebaut wurde, was sowohl Personal als auch Ausrüstung gefährdete.

## Geschichte
Am 8. Januar 1980 verließ als zweite Etappe der argentinischen antarktischen Sommerkampagne 1979/80 der neue Eisbrecher der argentinischen Marine ARA Almirante Irízar Buenos Aires mit der Aufgabe, eine neue Basis auf der  Berkner-Insel im Filchner-Ronne-Schelfeis einzurichten.
Am 24. Januar nach einer sechzehntägigen Reise erreichte das Schiff den gewählten Ort, etwa 200 km westlich der damals bereits aufgegebenen Belgrano-I-Station.
Die Belgrano-III-Station wurde am 30. Januar offiziell eingeweiht, nachdem Material und Ausrüstung mit der Hilfe von zwei Puma SA 330 Helikoptern der argentinischen Luftwaffe auf das Eis ausgeladen war. Die Besatzung der Station bestand zu diesem Zeitpunkt aus neun Militärangehörigen.
Nach vier Jahren durchgehendem Betrieb musste die Station aufgegeben werden, weil der Eisschild, auf dem sie errichtet war, schnelle Verfallserscheinungen zeigte und neu aufreißende Abbrüche und Gletscherspalten Personal und Material gefährdeten. Am 15. Januar 1984 wurde die Station mittels eines erneut von der ARA Almirante Irízar aus operierenden Helikopters evakuiert. Aufgrund von ungewöhnlich schlechten Wetterverhältnissen und einem mechanischen Defekt des zweiten Hubschraubers mussten etwa 33 t bereits verpackte Ausrüstung zurückgelassen werden. Für eine Bergung hätte entweder der Landweg über das Schelfeis beschritten oder eine weitere Kampagne zu einem späteren Zeitpunkt durchgeführt werden müssen. Weitere Kampagnen wurden jedoch aufgrund von ungewöhnlichen Packeis-Bedingungen und logistischen Problemen immer wieder verzögert. 1989 ergab eine Inspektion per Hubschrauber, dass die Station bedeckt von einer 4–5 m dicken Schneedecke noch stand, aber nur noch die Antennen an der Oberfläche zu sehen waren.

## Beschreibung
Die ersten Einrichtungen der Belgrano-III-Station bestanden aus neun mobilen Modulen, die miteinander verbunden und auf Schienen montiert waren. Sie bestanden aus Kunststoffmaterial, das bei den starken Winden und den eisigen Temperaturen, die in diesem Gebiet herrschen, gleichzeitig strukturelle Festigkeit und Wärmedämmung gewährleisteten. Zusätzlich verfügte die Basis über eine Kabine, die auf Skiern montiert war. In den Modulen waren Personalunterkünfte, die Kommunikationsstation, die Krankenstation, die meteorologische Station, eine Küche, ein Badezimmer und die Energieversorgung untergebracht.
Eine Kühlkammer und mehrere Lager wurden direkt in das Eis gebaut.
Neben den üblichen Aufgaben zur Wartung der Ausrüstung und der Anlagen führte das Personal der Belgrano-III-Station verschiedene wissenschaftliche Projekte zu den Bereichen Meteorologie, Geomagnetismus und topographische Aufnahmen des Gebiets durch.